# تپش قلب مرغ مگس
«تپش قلب مرغ مگس» تک‌آهنگی از هنرمند اهل ایالات متحده آمریکا کیتی پری است که در سپتامبر ۲۰۱۲ منتشر شد. این تک‌آهنگ در آلبوم رؤیای نوجوانی قرار داشت.